# Ovidio Zapico
Ovidio Zapico González (Pola de Laviana, 1971) es un político y trabajador autónomo español, coordinador general de IU Asturias y presidente de Convocatoria por Asturias, coalición formada por IU, Más País e IAS. Desde 2023, es consejero de Ordenación del territorio, Vivienda y Derechos Ciudadanos de Asturias, después de alcanzar un acuerdo de coalición en el gobierno de Adrián Barbón. 

## Vida política
Autónomo hostelero de profesión, en las elecciones municipales del 22 de mayo de 2011 fue elegido concejal del Ayuntamiento de Sobrescobio (Asturias) en la coalición Izquierda Unida-Los Verdes. En las elecciones a la Junta General del Principado de Asturias de 2015 fue incluido en las listas electorales del candidato de IU, Gaspar Llamazares, y conseguiría ser elegido diputado en la X legislatura de la Junta General (2015-2019). De igual manera, en las elecciones municipales de 2015 revalida su puesto como concejal del Ayuntamiento de Sobrescobio, aunque dimite el 28 de noviembre de 2017 para centrase en su puesto de diputado regional.
En las elecciones a la Junta General del Principado de Asturias de mayo de 2019 revalida su escaño regional en la XI legislatura de la Junta General (2019-2023).
En marzo de 2019 Ramón Argüelles, Coordinador Regional de Izquierda Unida de Asturias, dimite y Alejandro Suárez se encarga de la dirección de manera interina. Se convocan elecciones internas y solo se presenta Zapico, siendo elegido Coordinador Regional el 21 de febrero de 2020.
De cara a las elecciones a la Junta General de mayo de 2023, Izquierda Unida lidera una coalición electoral formada con Izquierda Asturiana y Más Paísconocida como Convocatoria por Asturias. Zapico se convierte en cabeza de lista de la formación y por lo tanto aspirante a la Presidencia del Principado de Asturias. Convocatoria por Asturias conseguiría 3 escaños en la Junta General durante la XII Legislatura (2023-2027), uno más que en 2019.
Convocatoria por Asturias apoyó la investidura de Adrián Barbón (FSA-PSOE) como presidente del Principado, por lo que pasó a formar parte del Segundo Gobierno Barbón al recibir una consejería de 10. Dicha consejería es Ordenación del Territorio, Urbanismo, Vivienda y Derechos Ciudadanos, que le es atribuida a Zapico.
Durante la XIII Asamblea de Izquierda Unida de Asturias (diciembre de 2024) Zapico vuelve a ser elegido coordinador general, esta vez por unanimidad, tras lograr encabezar una lista única donde estaban integradas todas las corrientes de la formación.